# Consell Superior de la Justícia d'Andorra
El Consell Superior de la Justícia d'Andorra és l'òrgan de representació, govern i administració de l'organització judicial a Andorra i vetlla per la independència i el bon funcionament de la justícia. Nomena els Batlles, Magistrats i Secretaris Judicials i exerceix la funció disciplinària; i d'ençà l'1 de juliol del 2004 nomena també als funcionaris i agents de l'Administració de Justícia.
També designa, d'entre els Batlles i Magistrats que hagin estat nomenats, els Presidents del Tribunal de Batlles, del Tribunal de Corts i del Tribunal Superior de Justícia.
El Consell Superior de la Justícia es compon de cinc membres designats entre andorrans majors de vint-i-cinc anys i coneixedors de l'Administració de Justícia, un per cada copríncep, un pel Síndic General, un pel cap de Govern i un pels Magistrats i Batlles.
El mandat del membres del Consell Superior de la Justícia és de sis anys, sense possibilitat d'exercir-lo més d'una vegada consecutiva.
El membre nomenat pel Síndic General és el President nat del Consell Superior de la Justícia i ostenta la seva representació.
Entre els membres que componen el Consell s'elegeix un vicepresident i un membre-secretari.

## Presidents
- Josep Marsal Riba (25 d'octubre de 1993)
- Marc Vila Riba (28 d'octubre de 1999)
- Lluís Montanya Tarrés (26 d'octubre de 2005)
- Enric Casadevall Medrano (4 de novembre de 2011)[1]
- Josep Maria Rossell Pons (14 de novembre de 2023)